# Новороссийка (Нововаршавский район)
Новороссийка — деревня в Нововаршавском районе Омской области России. Административный центр Новороссийского сельского поселения. Население 717 чел. (2010) .

## История
В соответствии с Законом Омской области от 30 июля 2004 года № 548-ОЗ «О границах и статусе муниципальных образований Омской области» деревня возглавила образованное «Новороссийское сельское поселение».

## География
Новороссийка находится в юго-восточной части региона, в пределах Ишимской равнины, являющейся частью Западно-Сибирской равнины.
Уличная сеть состоит из шести географических объектов:
ул. Садовая, ул. Степная, ул. Целинная, ул. Центральная, ул. Школьная и ул. Юбилейная.

## Население
| 2010 |
| ---- |
| 717  |

Гендерный состав
По данным Всероссийской переписи населения 2010 года в гендерной структуре населения из 717 человек мужчин — 343, женщин — 374 (47,8 и	52,2 % соответственно).
Национальный состав
Согласно результатам переписи 2002 года, в национальной структуре населения русские составляли 68 % от общей численности населения в 716 чел..

## Инфраструктура
«Новороссийская основная общеобразовательная школа», ул. Школьная, 2
фельдшерско-акушерский пункт (структурное подразделение Нововаршавской ЦРБ), ул. Целинная, д.19.

## Транспорт
Стоит на автодороге «Красный Яр — Победа» (идентификационный номер 52 ОП МЗ Н-289).
Ближайшая железнодорожная станция — остановочный пункт 136 километр.